# إتش إم سي إس بوأرنوا (كيه 540)
كانت إتش إم سي إس بوأرنوا فرقيطة معدّلة من فئة فلاور خدمت في البحرية الملكية الكندية خلال الحرب العالمية الثانية، وبشكل أساسي في معركة الأطلنطي. بعد الحرب تم بيعها لحركة إعادة توطين يهودية وشقت طريقها في النهاية إلى البحرية الإسرائيلية الوليدة، والتي كلفتها باسم آخي واجهود وقاتلت خلال حرب فلسطين في 1948، بما في ذلك الحملة البحرية الإسرائيلية [الإنجليزية] ضمن عملية يوآف. تقاعدت السفينة في 1954 وتفككت للخردة في 1956.

## وصلات خارجية
- Ready, Aye, Ready. "HMCS Beauharnois". مؤرشف من الأصل في 2021-07-24. اطلع عليه بتاريخ 2013-07-28.
- Hazegray. "Flower Class". Canadian Navy of Yesterday and Today. مؤرشف من الأصل في 2022-12-14. اطلع عليه بتاريخ 2013-07-28.